# Kabinett Rama II

Logo des Regierungskabinetts

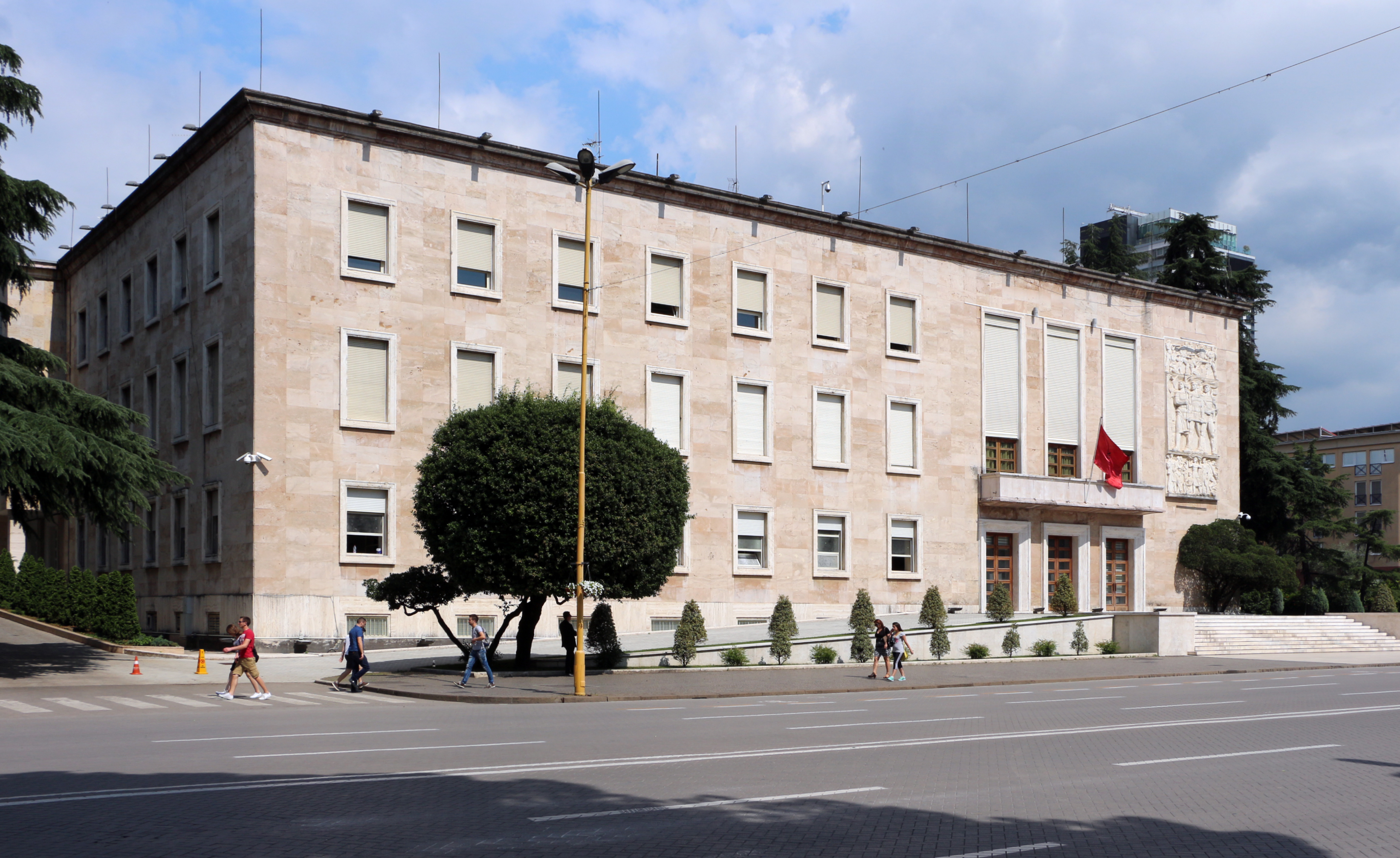
Kabinettssitz in Tirana

Das Kabinett Rama II war das 14. Regierungskabinett der Republik Albanien. Zusammen mit dem Amt des stellvertretenden Ministerpräsidenten, den zwei Staatsministerien und den insgesamt elf Ressorts sind sieben der 14 gebildeten Ämter von Frauen besetzt. Es ist somit das Regierungskabinett mit dem höchsten Frauenanteil in der Geschichte Albaniens und mit einem der höchsten Frauenanteile Europas. (Zum Vergleich: Die damalige schwedische Regierung (2014–2018) hatte ebenfalls einen Frauenanteil von genau 50 %.)
Am 9. September 2017 wurde das neue Kabinett von Edi Rama (PS) durch den Staatspräsidenten Ilir Meta dekretiert, nachdem Ramas Regierungsvorschlag von einer Parlamentsmehrheit angenommen wurde. Am 13. September 2017 wurde die Regierung offiziell im Präsidialamt vereidigt. Am 18. September 2021 wurde es vom Kabinett Rama III abgelöst. 

## Vorgeschichte
Die Partia Socialiste e Shqipërisë (PS) unter ihrem Vorsitzenden Edi Rama errang bei der Parlamentswahl am 25. Juni 2017 einen klaren Sieg. Im Vergleich zu 2013 konnte sie ihren Stimmenanteil um knapp sieben Prozentpunkte erhöhen und erreichte somit 48,34 % der Stimmen. Das ist der höchste Stimmenanteil in der Geschichte der Partia Socialiste e Shqipërisë. Im Kuvendi i Shqipërisë wird die PS somit 74 der 140 Abgeordnetensitze besetzen können und wird folglich auf keine Koalitionspartner in der Regierungsbildung angewiesen sein. Dies war 2013 noch anders, als sie für eine Parlamentsmehrheit mit der Sozialistischen Bewegung für Integration (LSI) koalieren musste.
Der Wahl ging eine schwierige politische Krise voraus, als die oppositionelle Partia Demokratike e Shqipërisë (PD) für 90 Tage das Parlament boykottierte, vor dem Ministerpräsidentenamt einen Dauerstreik durchführte und dann auch die Parlamentswahl boykottieren wollte. Nach langen Verhandlungen zwischen der Regierung und der Opposition – die auch von verschiedenen Botschaftsdelegationen in Tirana und internationalen Partnern Albaniens mitinitiiert wurden – einigten sich Ministerpräsident Edi Rama und der Oppositionsführer Lulzim Basha Mitte Mai 2017 auf ein Massnahmenpaket. Ein Punkt sah darin vor, dass Schlüsselministerien mit parteilosen Verwaltern neu besetzt wurden, damit ein reibungsloser Ablauf der Parlamentswahl garantiert werden konnte. Dies war eine Forderung der PD gewesen, welche die Befürchtung hatte, die PS und ihre Koalitionspartnerin, die LSI, würden während der Wahl Fälschungen und Manipulationen begehen.

## Personelle Zusammensetzung 2017–2021
Das Kabinett bestand inklusive des Vorsitzenden aus 13 Ministern und zwei Staatsministern, darunter sieben Frauen.
Etwas mehr als ein Jahr nach der Vereidigung kam es zu einem ersten Wechsel. Innenminister Fatmir Xhafaj, dem Kritiker schon länger eine Nähe zum organisierten Verbrechen vorgeworfen hatten, trat zurück und wurde durch Sander Lleshi ersetzt. Lleshi wiederum trat zwei Jahre später nach einem Fall von Polizeigewalt, bei dem ein Jugendlicher erschossen wurde, zurück. Nach einer Phase längerer Studentenproteste wurden im Dezember 2018 acht Minister ersetzt und ein weiteres Ministerium geschaffen. Zu den entlassenen Ministern gehörten die Stellvertretende Ministerpräsidentin Senida Mesi, Außenminister Ditmir Bushati, Bildungsministerin Lindita Nikolla, Finanzminister Arben Ahmetaj und Kulturministerin Mirela Kumbaro. Rama erklärte den Wechsel in Hinblick auf die anstehenden Lokalwahlen im Juni 2019. Die Ernennung von Gent Cakaj zum Außenminister stieß auf Widerstand: Präsident Ilir Meta weigerte sich, Cakaj zu bestätigen, da dem jungen Kosovaren Glaubwürdigkeit fehle. In der Folge übernahm Rama das Amt des Außenministers und übertrug gleich nach seiner Bestätigung die Führung des Außenministeriums an seinen Stellvertreter Cakaj.
Im Dezember 2019 stieß Arben Ahmetaj mit der neu geschaffenen Funktion Staatsminister für Wiederaufbau wieder zum Kabinett hinzu, um sich um die Folgen des Erdbebens vom 26. November zu kümmern.
Ende Dezember 2020 gab Gent Cakaj seinen Rücktritt bekannt. Rama ernannte die Verteidigungsministerin Olta Xhaçka zur neuen Außenministerin; Niko Peleshi kehrte als Verteidigungsminister in die Regierung zurück. Gründe für den Wechsel wurden nicht genannt.
| Logo              | Amt oder Ministerium | Bild | Name                                 | Partei |
| ----------------- | --- | --- | ------------------------------------ | ------ |
|                   | Ministerpräsident Albaniens Kryeministri i Shqipërisë                                                                            | | Edi Rama                             | PS     |
|                   | Stellvertretender Ministerpräsident Albaniens Zëvendëskryeministri i Shqipërisë                                                  | | Senida Mesi (bis Dezember 2018)      | PS     |
|                   | Stellvertretender Ministerpräsident Albaniens Zëvendëskryeministri i Shqipërisë                                                  | Erion Braçe (seit Dezember 2018)                                                                        | PS                                   |        |
|                   | Innenminister Ministri i Punëve të Brendshme                                                                                     | | Fatmir Xhafaj (bis Oktober 2018)     | PS     |
|                   | Innenminister Ministri i Punëve të Brendshme                                                                                     | Sander Lleshi (November 2018–Dezember 2020)                                                             | PS                                   |        |
|                   | Außenminister/-in Ministri i Punëve të Jashtme                                                                                   | | Ditmir Bushati (bis Dezember 2018)   | PS     |
| Gent Cakaj (2020) | Außenminister/-in Ministri i Punëve të Jashtme                                                                                   | Edi Rama (Dezember 2018–Januar 2021); Amtsführung übertragen an: Gent Cakaj (Januar 2019–Dezember 2020) | PS                                   |        |
|                   | Außenminister/-in Ministri i Punëve të Jashtme                                                                                   | Olta Xhaçka (seit Januar 2021)                                                                          | PS                                   |        |
|                   | Verteidigungsminister/-in Ministrja e Mbrojtjes                                                                                  | Olta Xhaçka (bis Januar 2021)                                                                           | PS                                   |        |
|                   | Verteidigungsminister/-in Ministrja e Mbrojtjes                                                                                  | Niko Peleshi (seit Januar 2021)                                                                         | PS                                   |        |
|                   | Justizministerin Ministrja e Drejtësisë                                                                                          | | Etilda Gjonaj                        | PS     |
|                   | Kulturministerin Ministrja e Kulturës                                                                                            | | Mirela Kumbaro (bis Dezember 2018)   | PS     |
|                   | Kulturministerin Ministrja e Kulturës                                                                                            | Elva Margariti (seit Dezember 2018)                                                                     | PS                                   |        |
|                   | Minister/in für Finanzen, Wirtschaft, Arbeit und soziale Wohlfahrt Ministri i Financave, Ekonomisë, Punës dhe Mirëqenies Sociale | | Arben Ahmetaj (bis Dezember 2018)    | PS     |
|                   | Minister/in für Finanzen, Wirtschaft, Arbeit und soziale Wohlfahrt Ministri i Financave, Ekonomisë, Punës dhe Mirëqenies Sociale | Anila Denaj (seit Dezember 2018)                                                                        | PS                                   |        |
|                   | Ministerin für Bildung, Sport und Jugend Ministrja e Arsimit, Sportit dhe Rinisë                                                 | | Lindita Nikolla (bis Dezember 2018)  | PS     |
|                   | Ministerin für Bildung, Sport und Jugend Ministrja e Arsimit, Sportit dhe Rinisë                                                 | Besa Shahini (seit Dezember 2018)                                                                       | PS                                   |        |
|                   | Ministerin für Gesundheit und Sozialfürsorge Ministrja e Shëndetësisë dhe Kujdesit Social                                        | | Ogerta Manastirliu                   | PS     |
|                   | Minister/in für Infrastruktur und Energie Ministri i Infrastrukturës dhe Energjisë                                               | | Damian Gjiknuri (bis Dezember 2018)  | PS     |
|                   | Minister/in für Infrastruktur und Energie Ministri i Infrastrukturës dhe Energjisë                                               | Belinda Balluku (seit Dezember 2018)                                                                    | PS                                   |        |
|                   | Minister für Landwirtschaft und ländliche Entwicklung Ministri i Bujqësisë dhe Zhvillimit Rural                                  | | Niko Peleshi (bis Dezember 2018)     | PS     |
|                   | Minister für Landwirtschaft und ländliche Entwicklung Ministri i Bujqësisë dhe Zhvillimit Rural                                  | Bledar Çuçi (seit Dezember 2018)                                                                        | PS                                   |        |
|                   | Minister für Tourismus und Umwelt Ministri i Turizmit dhe Mjedisit                                                               | | Blendi Klosi                         | PS     |
|                   | Staatsminister für Diaspora Ministri i shtetit për diasporën                                                                     | | Pandeli Majko                        | PS     |
|                   | Staatsminister/in für Unternehmer Ministri i shtetit për sipërmarrësit                                                           | | Sonila Qato (bis Dezember 2018)      | PS     |
|                   | Staatsminister/in für Unternehmer Ministri i shtetit për sipërmarrësit                                                           | Eduard Shalsi (seit Dezember 2018)                                                                      | PS                                   |        |
|                   | Ministerin für Beziehungen mit dem Parlament Ministrja për Marrëdhënien me Parlamentin                                           | | Elisa Spiropali (seit Dezember 2018) | PS     |
|                   | Staatsminister für Wiederaufbau Ministri i shtetit për rindërtim                                                                 | | Arben Ahmetaj (seit Dezember 2019)   | PS     |

## Trivia
Ohne das Amt des Ministerpräsidenten mitzuzählen, ist genau die Hälfte der Kabinettsmitglieder weiblich. Das Durchschnittsalter der Regierung lag bei Amtsantritt bei genau 45 Jahren. Sechs von 15 Regierungsmitglieder haben einen Bachelor-Abschluss, fünf einen Master-Abschluss, drei einen Doktor-Abschluss und ein Regierungsmitglied ist noch doktorierend.